# Xanthopimpla habermehli
Xanthopimpla habermehli là một loài tò vò trong họ Ichneumonidae.